# Supercharger (Album)
Supercharger ist das vierte Studioalbum der US-amerikanischen Metal-Band Machine Head. Es erschien am 2. Oktober 2001 via Roadrunner Records und war das letzte Machine Head-Album mit dem Gitarristen Ahrue Luster. Supercharger ist das Machine-Head-Album mit den niedrigsten Verkaufszahlen und führte dazu, dass die Band zwischenzeitlich vertragslos wurde.

## Entstehung
Für das Album The Burning Red waren Machine Head etwa ein Jahr lang auf Tournee und begannen im Anschluss mit dem Schreiben der neuen Lieder. Insgesamt schrieb die Band 21 Lieder. Erstmals trug Schlagzeuger Dave McClain einige Ideen bei. Im Winter 2000/2001 hatte die Band für 14 Lieder Demos aufgenommen und für vier weitere Lieder Riffs parat. Die Aufnahmen begannen im Februar 2001 im Studio Indigo Ranch in Malibu. Schlagzeug und Bass wurden im Mad Dog-Studio aufgezeichnet. Schlagzeuger Dave McClain brauchte für seine Parts lediglich drei Tage und hatte die meisten Lieder bereits nach dem ersten Take fertig. Neben den 14 Liedern auf der regulären Albumversion wurde das Lied Ten Fold und die Black-Sabbath-Coverversion Hole in the Sky aufgenommen. Diese beiden Lieder finden sich zusammen mit Liveversionen von The Blood, The Sweat, The Tears und Desire to Fire auf der Digipackversion des Albums.
Produziert wurde das Album von Johnny K, der zuvor schon Bands wie Disturbed und 3 Doors Down produzierte. Ein Angebot des Produzenten Bob Rock (u. a. Metallica und Bon Jovi) schlug die Band aus. Gemischt wurde Supercharger vom Briten Colin Richardson. Das Musikvideo, das für das Lied Crashing Around You gedreht worden war, wurde wegen der Terroranschläge des 11. September 2001 von den meisten Fernsehsendern aus dem Programm genommen.

## Hintergrund
Der Albumtitel beschreibt den Gefühlszustand der Bandmitglieder zum damaligen Zeitpunkt. Laut Flynn stand die Band unter Strom und wollte dies für die Aufnahmen einfangen.
Das Lied Only the Names behandelt das Thema Drogenmissbrauch, insbesondere die Drogen Heroin und Speed. Flynn gestaltete den Text so, dass er sich um Versuchungen im Allgemeinen dreht, um niemanden vor den Kopf zu stoßen. American High ist ein autobiographischer Text über Flynns Schulzeit. Zu dieser Zeit störte er regelmäßig den Unterricht, stiftete seine Freunde zum Schwänzen an, um in der Garage seines Vaters Musik zu machen.
Die Texte gestaltete Flynn so, dass man erst am Ende eines Liedes erfährt, worum es in dem Lied geht. Die Inspiration hierfür holte er sich vom Aerosmith-Sänger Steven Tyler. Flynn schrieb drei Notizbücher mit Texten voll und veränderte die Texte immer wieder bzw. verwarf Ideen, wenn er nicht weiterkam.
Die Digipak-Version des Albums enthält als Bonus noch die Lieder Hole in the Sky (Coverversion von Black Sabbath), Ten Fold sowie Liveversionen der Lieder The Blood, the Sweat, the Tears und Desire to Fire.

## Rezeption
Supercharger erhielt von der Presse überwiegend gute Kritiken, die allerdings schlechter ausfielen als bei den Vorgängern. Thomas Kupfer vom Rock Hard vergab neun von zehn Punkten und beschrieb Supercharger als „ein enorm facettenreiches Album, das bei jedem Durchlauf wächst und mit zusätzlichen Überraschungen aufwartet“. Im Metal-Hammer-Soundcheck belegte das Album Platz acht, die schlechteste Platzierung der Bandgeschichte. Matthias Weckmann vergab fünf von sieben Punkten und kritisierte die Orientierungslosigkeit der Lieder.
Supercharger stieg auf Platz 25 der deutschen Albumcharts ein. In Österreich erreichte das Album Platz 33 und im Vereinigten Königreich Rang 34. Erstmals gelang der Band der Einstieg in die schweizerischen Albumcharts, wo Supercharger den 88. Rang erreichte. In den USA belegte das Album Platz 155, die niedrigste Platzierung in der Bandgeschichte.
Mit 250.000 verkauften Einheiten weltweit ist Supercharger das bisher am wenigsten verkaufte Album der Bandgeschichte. In den Vereinigten Staaten verkaufte sich das Album bis Juli 2003 etwa 50.000 Mal, was zwei Drittel weniger war als bei The Burning Red.